# ТАКЕ
«ТАКЕ»  — нарис українського письменника Юрка Іздрика; вперше надрукований 2009 року видавництвом Книжковий клуб «Клуб сімейного дозвілля» у рамках проекту «Зірки української прози».
|  | Суттю моїх книжок є таке собі змагання з мовою, дивні ігри з мовою. Спроба йти за нею, спроба керувати нею. Зокрема такою річчю, як містика тексту. |

| книги | Це незавершена стаття про книгу. Ви можете допомогти проєкту, виправивши або дописавши її. |